# ティム・ガリクソン
ティム・ガリクソン（Tim Gullikson, 1951年9月8日 - 1996年5月3日）は、アメリカ・ウィスコンシン州ラクロス出身の元男子プロテニス選手。本名は Timothy Ernest Gullikson （ティモシー・アーネスト・ガリクソン）という。双子の兄であるトム・ガリクソンとともに「ガリクソン兄弟」のダブルスペアとして活躍し、1983年のウィンブルドン男子ダブルスで準優勝した。ティムはピート・サンプラスのコーチとしても知られた。
双子の弟ティムは攻撃的なプレースタイルを持ち味にし、対戦相手にプレッシャーをかける術に優れていた（ATPツアープロフィール内の解説による）。彼はATPツアーでシングルス4勝、ダブルス16勝を挙げたが、シングルスの優勝は1977年と1978年の2シーズンに獲得したのみで、以後はトムとのダブルスで多数の業績を挙げた。自己最高ランキングはシングルス15位、ダブルス3位。現役選手時代の体格は身長180cm、体重79kgほどで、ティムは右利きの選手だった。
ガリクソン家で双子の兄弟が1951年9月8日に誕生した時、トムのほうが数分先に生まれた。2人は同じ北イリノイ大学を卒業した後、テニスのティーチング・プロの仕事に就き、ティムはオハイオ州デイトンで働いた。ティムは仕事の同僚だったハンク・ジャングル（Hank Jungle）に勧められて、プロテニスツアーへの参戦を決意し、1975年から男子ツアー下部大会に出場し始めた。彼は1977年にシングルスで目覚ましい躍進を遂げ、男子ツアーで年間3勝を挙げたことにより、この年のATPツアー「最優秀新人賞」を受賞した。1978年12月の南アフリカ・ヨハネスブルグ大会優勝を最後に、彼は男子ツアーのシングルス優勝から遠ざかる。4大大会の男子シングルスでは、1979年のウィンブルドンでロスコー・タナー（アメリカ）に 1-6, 4-6, 7-6, 2-6 で敗れたベスト8が自己最高成績だった。
ティム・ガリクソンは男子ツアーダブルス通算16勝のうち、10個を双子の兄トムとのコンビで獲得した。ガリクソン兄弟のダブルスは1978年から男子ツアーで勝ち始め、4大大会のうち全仏オープンを除く3大会でベスト4に勝ち残り、1983年のウィンブルドン男子ダブルス準優勝ペアになった。2人は当時世界最強の実力を誇ったジョン・マッケンロー＆ピーター・フレミング組に 4-6, 3-6, 4-6 のストレートで完敗し、ウィンブルドン・ダブルス優勝を逃した。ガリクソン兄弟は1982年に日本のジャパン・オープンで優勝したこともあり、この時はマッケンローとピーター・レナート（アメリカ）組に 6-4, 3-6, 7-6(7-3) で勝った。ガリクソン兄弟ペアの現役最後の優勝は、1985年10月の「スイス室内選手権」（当地バーゼル開催）であった。
ティム・ガリクソンは1986年全米オープンでミロスラフ・メチージュ（当時チェコスロバキア）に敗れた1回戦を最後に、男子ツアーのシングルスから撤退した。双子の兄トムとのダブルスでは、1988年3月までトーナメントに出場した。ティムの最後の活躍は、1988年全豪オープン混合ダブルスでマルチナ・ナブラチロワと組んだ準優勝であった。ティムとナブラチロワはジム・ピュー（アメリカ）＆ヤナ・ノボトナ（チェコスロバキア）組に 7-5, 2-6, 4-6 で敗れ、彼はとうとうグランドスラム・タイトルを取れずに現役を退いた。
選手生活からの引退後、ティム・ガリクソンはピート・サンプラスのコーチに就任し、彼を世界ランキング1位の座まで導いたが、1995年1月に脳腫瘍で倒れた。1995年全豪オープンの男子シングルス準々決勝で、サンプラスがジム・クーリエとの対戦中、第5セット開始の時点でガリクソンの病気を思って涙を流した場面は、彼の選手経歴のみならず、全豪オープンの大会歴史にも残るエピソードの1つとして語り継がれてきた。発病から1年半もたたないうちに、ガリクソンは1996年5月3日にアメリカ・フロリダ州ボカラトンにて44歳で死去した。ティムの短い生涯を偲んで「ガリクソン財団」が設立され、現在に至るまで脳腫瘍の人々を支援するための活動が行われている。